# Image13
『image13 treize』（イマージュ・トレイズ）は、2013年1月30日にソニー・ミュージックジャパン インターナショナル（ソニー・クラシカル）から発売されたニューエイジ・ミュージックのコンピレーション・アルバム『image』シリーズ第13弾。規格品番：SICC-30116。

## 内容
本作よりソニー･ミュージックエンタテインメントがBlu-ray Discの素材と製造技術を応用して開発した高品質音楽CD「Blu-spec CD2」を採用。

## 収録曲
1. 梶浦由記　「Historia:opening theme」
  - 作曲・編曲：梶浦由記
  - NHK「歴史秘話ヒストリア」オープニングテーマ
2. 葉加瀬太郎　「WITH ONE WISH」
  - 作曲：葉加瀬太郎　編曲：鳥山雄司
  - 日医工イメージ曲
3. イル・ディーヴォ　「ネッラ・ファンタジア」
  - 作曲：エンニオ・モリコーネ　編曲：ジャン・クルーガー
4. 川上ミネ　「道」
  - 作曲：川上ミネ
  - NHK BSハイビジョン「猫のしっぽ カエルの手～京都 大原 ベニシアの手づくり暮らし～」挿入曲
5. Members from The Little Singers of Tokyo　「花は咲く」
  - 作曲・編曲：菅野よう子
  - NHK「明日へ」東日本大震災復興支援ソング
6. 小松亮太　「グスコーブドリの伝記 メインテーマ（エンディング）」
  - 作曲・編曲：小松亮太
  - 映画「グスコーブドリの伝記」メインテーマ
7. ゴンチチ　「イツデモアナタト」
  - 作曲：ゴンザレス三上・チチ松村　編曲：ゴンチチ
  - 関西テレビ『ゴーイング マイ ホーム』より
8. ゴンチチ　「ゴーイング マイ ホーム」
  - 作曲：ゴンザレス三上・チチ松村　編曲：ゴンチチ
  - 関西テレビ『ゴーイング マイ ホーム』より
9. 宮本笑里　「光」
  - 作曲：宮本笑里・TAKURO　編曲：斉藤恒芳
10. 中孝介　「サンサーラ」
  - 作詞：山口卓馬　作曲：山口卓馬・酒井陽一　編曲：酒井陽一
  - フジテレビ「ザ・ノンフィクション」オープニング・テーマ
11. NAOTO　「THANATOS_E13_NAOTO」
  - 作曲・編曲：鷺巣詩郎
12. 手嶌葵　「月のぬくもり」
  - 作詞・作曲：高橋司　編曲：中脇雅裕
  - バンダイナムコゲームス製Wiiソフト 「FRAGILE～さよなら月の廃墟～」エンディング
13. 村井秀清　「世界ふれあい街歩き main theme」
  - 作曲・編曲：村井秀清
  - NHK「世界ふれあい街歩き」テーマ曲
14. 高嶋ちさ子 12人のヴァイオリニスト　「シェルブールの雨傘」
  - 作曲：ミシェル・ルグラン　編曲：伊賀拓郎
15. 2CELLOS　「ベネディクトゥス」
  - 作曲：カール・ジェンキンス
16. Angel Sound　「The Chance You Take（Sixty Second Version）」
  - 作曲：ウェブ　編曲：ニューウェル
  - NHK「ラジオ深夜便」オープニング・テーマ
17. Angel Sound　「The Chance You Take（Piano Version）」
  - 作曲：ウェブ　編曲：ニューウェル
  - NHK「ラジオ深夜便」1時台のテーマ
18. ジャッキー・エヴァンコ　「私のお父さん」
  - 作曲者：ジャコモ・プッチーニ　編曲者：スティーブン・フォスター
19. ペルニカ・トリオ　「ふるさと」
  - 作曲：岡野貞一
20. 松谷卓　「僕等がいた」
  - 作曲・編曲：松谷卓
  - 映画「僕等がいた」オリジナル・サウンドトラックより
21. →Pia-no-jaC← × 葉加瀬太郎　「情熱大陸 with →Pia-no-jaC←」
  - 作曲：葉加瀬太郎
  - 編曲：葉加瀬太郎・→Pia-no-jaC←・樫原伸彦・野崎良太
  - MBS/TBS「情熱大陸」テーマ・カバー曲
22. 羽毛田丈史　「宇宙の渚 ～Ending Title～」
  - 作曲・編曲：羽毛田丈史
  - NHKスペシャル「宇宙の渚」エンディングテーマ